# Йотко Кадемов
Йотко Петров Кадемов е български съдия, поет и преводач.

## Биография
Роден е в Червен бряг на 17 декември 1921 . Работил е като съдия и арбитър.
Пише стихотворения от ученическите му години. Превежда и публикува стихове в литературня печат на Русия и САЩ. 
Заместник-председател е на Съюза на свободните писатели в България. Завършил е право в Софийския университет „Св. Климент Охридски“. Има публикации в списания и вестници по правни въпроси. Участвал е в редакционния съвет на списанието „Златоструй“, издавано от Мъжката гимназия в Плевен. Публикувал е стихотворения и статии в различни списания и вестници.

## Творчество
Автор е на книгите: 
- Йотко Кадемов. „На този свят“ .   София, „Литературен форум“ 50 с., 1993. ISBN 954-8121-22-0.
- Йотко Кадемов. „Опасни завои“ (сатирични стихотворения).   София, Редакция „Литературен форум“ 66 с., 1993. ISBN 954-8121-27-1.
- Йотко Кадемов. „Сивка и Белка“ (поема за деца).   София, „Ерес“ 16 с. с ил., 1995.
- Йотко Кадемов. „Седмоднев“ (стихотворения).   София, „Ерес“, 1996. ISBN 954-8987-03-1.
- Йотко Кадемов. „Аз тук сега“ (стихотворения).   София, Редакция „Пропелер“ 128 с., 2001. ISBN 954-9669-51-3.
- Йотко Кадемов. „Предтеча“ (поема).   София, „Пропелер“ 224 с. с ил., 2005 г. ISBN 954-9367-11-8.
- Йотко Кадемов. „Истината днес“ (стихотворения).   София, „Пропелер“ 224 с. с ил., 2007. ISBN 9789549669546.
- Йотко Кадемов. „Изповед“ (стихотворения).   София, „Пропелер“, 2009. ISBN 978-954-392-045-7.
- Йотко Кадемов. „Мъдрост“ (стихотворения) .   София, „Пропелер“ 288 с. с цв. ил., 2012. ISBN 978-954-392-111-9.
- Йотко Кадемов. „Дневник на ученика“ (поезия).   София, „Фараго“ 130 с. с ил. портр. факс., 2016. ISBN 978-619-206-027-5.

## Смърт
През май 2022 г. в „Литературен вестник“ библиографката Анриета Жекова съобщава, че Йотко Кадемов е починал на 99 години през 2021 г.

## Признание
Антологии, литературни сборници и справочници, в които Йотко Кадемов e представен като поет.
- „Антология на Съюза на свободните писатели“, 2001 г.
- „Огледало“ – нова българска литература, 2002 г.
- „Развитие“, 2005 г.
- „Съзвездие“, 2010 г.
- „Поезия – Бяла“, 2003 г.
- „Темида 2“, 2003 г.
- „Темида 3“, 2007 г.
- „Темида 4“, 2010 г.
- „Кой кой е в българската култура“
- „Кой кой е в България“ и други.

## Награди
- През 2001 г. за стихосбирката си „Аз тук сега“ е удостоен с Наградата на Съюза на свободните писатели в България „Народни будители“.
- През 2002 г. по случай 24 май, Деня на българската просвета и култура и на славянската писменост, е удостоен от Министерството на културата с Почетна грамота за принос в развитието и популяризирането на българската култура.
- През 2005 г. получава награда от Втория национален конкурс за поезия „Пролет моя“, организиран от читалище „Н. Й. Вапцаров“ в София.
- През 2010 г. е удостоен сс званието Почетен гражданин на Червен бряг за художествено литературно творчество.[6]